# Муџир ел Дин Абага
Муџир ед Дин Абд ел Давла Абу Саид Абага ибн Јамал ед Дин Мухамед (1132—1169) био је гувернер Дамаска од 1140. године до своје смрти.

## Биографија
Муџир је до 1149. године био у служби свога оца Унура. Након очеве смрти (28. август 1149) Муџир склапа савез са крсташима. То је на Дамаск навукло непријатељство Зенгијевог сина Нур ад Дина који 1151. године опседа Дамаск. Након пустошења околине и убијања грађана ван Дамаска, Муџир је принуђен да склопи савез са Зенгидима. Муџирова војска је успела у неуспешном походу на Аскалон. Нур ад Дин је окривио Муџира. Проналази довољно присталица који му отварају капије града. Дана 18. априла 1154. године Нур ад Дин улази у град. Муџир је побегао и спасао се. Умро је 1169. године.